# Fanny Blankers-Koen Games

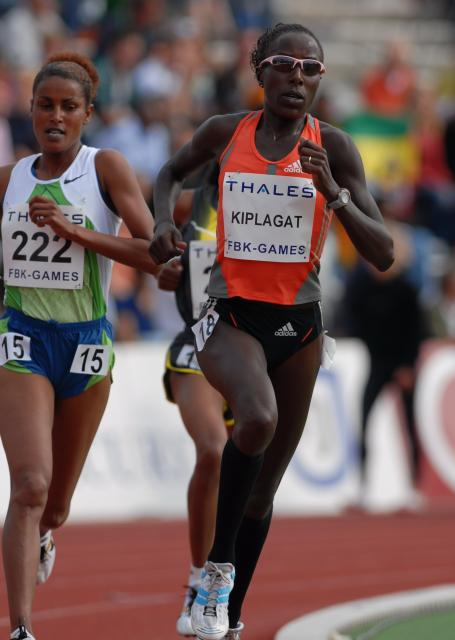
Lornah Kiplagat tijdens de FBK-Games in 2007.

De Fanny Blankers-Koen Games (soms kortweg FBK Games genoemd) is een jaarlijkse internationale atletiekwedstrijd, gehouden in Hengelo, Twente. De wedstrijd wordt gehouden in het in 2005 vernieuwde Fanny Blankers-Koen Stadion. De wedstrijd bestaat uit een hoofdprogramma voor atleten van internationaal niveau en een voorprogramma, genaamd de FBK Challenge.

## Geschiedenis
De eerste editie vond plaats op 6 juli 1981 en is vernoemd naar oud-olympisch kampioene en atlete van de 20e eeuw: Fanny Blankers-Koen. In de periode 1987 - 2000 heette de wedstrijd Adriaan Paulen Memorial, naar de Nederlandse oud-voorzitter van de IAAF.
 De wedstrijd kreeg in 1994 de Grand Prix II status en mag zich sindsdien mede dankzij de vele wereldrecords van Haile Gebrselassie alias Mister Hengelo tot de beste 15 GP-wedstrijden wereldwijd rekenen. In 2003 werd het dan ook opgewaardeerd tot een Grand Prix I.
Sinds de Grand Prix en de Golden League zijn veranderd in de World Challenge en de Diamond League in 2009, behoort de wedstrijd tot de eerste categorie. De organisatie van de FBK Games had de ambitie om in 2013 opgewaardeerd te worden naar de Diamond League, maar door financiële problemen door een tekort aan sponsorinkomsten is die ambitie weggevallen.
In 2013 bleek dat de gemeente Hengelo wegens bezuinigingen overwoog om het Fanny Blankers-Koen Stadion te verkopen aan voetbalclub FC Twente. Dit zou het einde betekenen van de FBK Games. Op 5 november 2013 werd bekend dat het stadion behouden bleef voor de atletiek en de FBK Games dus door konden blijven gaan.

## Wereldrecordstijdens de Fanny Blankers-Koen Games
| Datum       | Atleet             | Onderdeel   | Prestatie | Huidig wereldrecord                |
| ----------- | ------------------ | ----------- | --------- | ---------------------------------- |
| 4 juni 1994 | Haile Gebrselassie | 5000 m      | 12.56,96  | Nee, verbeterd op 6 juni 1995      |
| 5 juni 1995 | Haile Gebrselassie | 10.000 m    | 26.43,53  | Nee, verbeterd op 23 augustus 1996 |
| 31 mei 1997 | Haile Gebrselassie | 2 Eng. mijl | 8.01,08   | Nee, verbeterd op 19 juli 1997     |
| 1 juni 1998 | Haile Gebrselassie | 10.000 m    | 26.22,75  | Nee, verbeterd op 8 juni 2004      |
| 31 mei 2004 | Kenenisa Bekele    | 5000 m      | 12.37,35  | Nee, verbeterd op 14 augustus 2020 |
| 6 juni 2021 | Sifan Hassan       | 10.000 m    | 29.06,82  | Nee, verbeterd op 8 juni 2021      |

## Meetingrecords
| Onderdeel            | Prestatie          | Atleet                  | Nationaliteit      | Datum            |
| -------------------- | ------------------ | ----------------------- | ------------------ | ---------------- |
| 100 m                | 9,95 s (+1,4 m/s)  | Richard Thompson        | Trinidad en Tobago | 8 juni 2014      |
| 200 m                | 20,23 s (+2,0 m/s) | Churandy Martina        | NED                | 8 juni 2013      |
| 400 m                | 44,35 s            | Abdalelah Haroun        | QAT                | 3 juni 2018      |
| 800 m                | 1.43,05            | Wilfred Bungei          | KEN                | 1 juni 2003      |
| 1000 m               | 2.14,37            | Niels Laros             | NED                | 7 juli 2024      |
| 1500 m               | 3.29,51            | Hicham El Guerrouj      | MAR                | 31 mei 1997      |
| 1 Eng. mijl          | 3.50,39            | James Kwalia            | KEN                | 1 juni 2003      |
| 3000 m               | 7.29,49            | Haile Gebrselassie      | ETH                | 27 mei 1996      |
| 2 Eng. mijl          | 8.01,08            | Haile Gebrselassie      | ETH                | 31 mei 1997      |
| 5000 m               | 12.37,35           | Kenenisa Bekele         | ETH                | 31 mei 2004      |
| 10.000 m             | 26.22,75           | Haile Gebrselassie      | ETH                | 1 juni 1998      |
| uurloop              | 20.822,36 m        | Haile Gebrselassie      | ETH                | 1 juni 2009      |
| 110 m horden         | 13,03 s (+0,4 m/s) | Grant Holloway          | USA                | 4 juni 2023      |
| 400 m horden         | 48,08 s            | Edwin Moses             | USA                | 19 juli 1987     |
| 3000 m steeplechase  | 8.01,05            | Paul Kipsiele Koech     | KEN                | 26 mei 2007      |
| hoogspringen         | 2,33 m             | Andriy Protsenko        | UKR                | 8 juni 2014      |
| polsstokhoogspringen | 6,11 m             | Armand Duplantis        | SWE                | 4 juni 2023      |
| verspringen          | 8,73 m (+1,2 m/s)  | Irving Saladino         | PAN                | 24 mei 2008      |
| hink-stap-springen   | 17,57 m (+1,7 m/s) | Hugues Fabrice Zango    | BUR                | 7 juli 2024      |
| kogelstoten          | 21,87 m            | Reese Hoffa             | USA                | 28 mei 2011      |
| discuswerpen         | 71,84 m            | Piotr Małachowski       | POL                | 8 juni 2013      |
| kogelslingeren       | 80,90 m            | Igor Astapkovitsj       | BLR                | 28 mei 2000      |
| speerwerpen          | 90,75 m            | Anderson Peters         | GRN                | 6 juni 2022      |
| 4 × 100 m            | 38,29 s            | Santa Monica Track Club | USA                | 4 juni 1994      |
| 4 × 200 m            | 1.20,43            | Santa Monica Track Club | USA                | 13 augustus 1989 |
| 4 × 400 m            | 3.09,59            | Nederland               | NED                | 19 juli 1987     |

| Onderdeel            | Prestatie          | Atlete                | Nationaliteit | Datum            |
| -------------------- | ------------------ | --------------------- | ------------- | ---------------- |
| 100 m                | 10,92 s (+0,8 m/s) | Dina Asher-Smith      | GBR           | 6 juni 2021      |
| 200 m                | 22,02 s (−0,3 m/s) | Dafne Schippers       | NED           | 22 mei 2016      |
| 400 m                | 50,02 s            | Femke Bol             | NED           | 7 juli 2024      |
| 800 m                | 1.55,76            | Pamela Jelimo         | KEN           | 24 mei 2008      |
| 1000 m               | 2.34,65            | Mary Decker           | USA           | 19 juli 1987     |
| 1500 m               | 3.56,14            | Sifan Hassan          | NED           | 11 juni 2017     |
| 1 Eng. mijl          | 4.25,71            | Jennifer Simpson      | USA           | 3 juni 2018      |
| 2000 m               | 5.40,71            | Elly van Hulst        | NED           | 13 augustus 1989 |
| 3000 m               | 8.30,43            | Zahra Ouaziz          | MAR           | 1 juni 1998      |
| 5000 m               | 14.35,37           | Meseret Defar         | ETH           | 28 mei 2006      |
| 10.000 m             | 29.06,82           | Sifan Hassan          | NED           | 6 juni 2021      |
| 100 m horden         | 12,39 s (+1,6 m/s) | Jasmine Camacho-Quinn | PUR           | 7 juli 2024      |
| 400 m horden         | 52,51 s            | Femke Bol             | NED           | 9 juni 2025      |
| 3000 m steeplechase  | 9.07,06            | Sofia Assefa          | ETH           | 11 juni 2017     |
| hoogspringen         | 2,04 m             | Maria Lasitskene      | URS           | 11 juni 2017     |
| polsstokhoogspringen | 4,90 m             | Yarisley Silva        | CUB           | 8 juni 2013      |
| verspringen          | 6,88 m             | Larysa Berezhna       | UKR           | 13 augustus 1989 |
| hink-stap-springen   | 14,63 m (+1,7 m/s) | Caterine Ibarguen     | COL           | 8 juni 2014      |
| kogelstoten          | 20,86 m            | Astrid Kumbernuss     | GER           | 31 mei 1997      |
| discuswerpen         | 67,42 m            | Ilke Wyludda          | GER           | 25 juni 1991     |
| kogelslingeren       | 71,54 m            | Manuela Montebrun     | FRA           | 1 juni 2003      |
| speerwerpen          | 63,90 m            | Tatsiana Khaladovich  | BLR           | 11 juni 2017     |
| 4 × 100 m            | 42,25 s            | Duits Nationaal Team  | GER           | 11 juni 2017     |

- Alle meetingrecords zijn tevens stadion records, uitgezonderd:

Vrouwen
5000 m - 14.13,32 - Gudaf Tsegay - 8 juni 2021
10.000 m - 29.01,03 - Letesenbet Gidey - 8 juni 2021
Mannen
4 x 400 m - 3.07,94 - België - 21 juli 2007

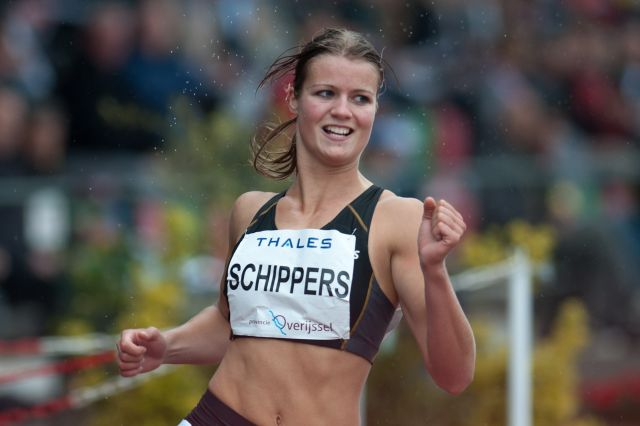
Dafne Schippers tijdens de FBK Games in 2010. In de stromende regen wordt zij vijfde op de 100 m.
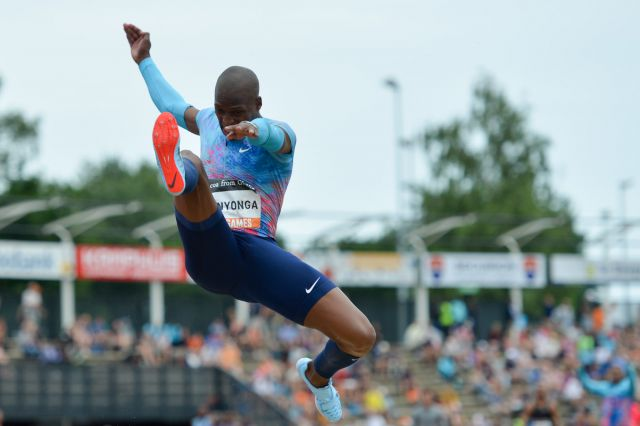
De Zuid-Afrikaanse verspringer Luvo Manyonga in actie tijdens de FBK Games in 2017.
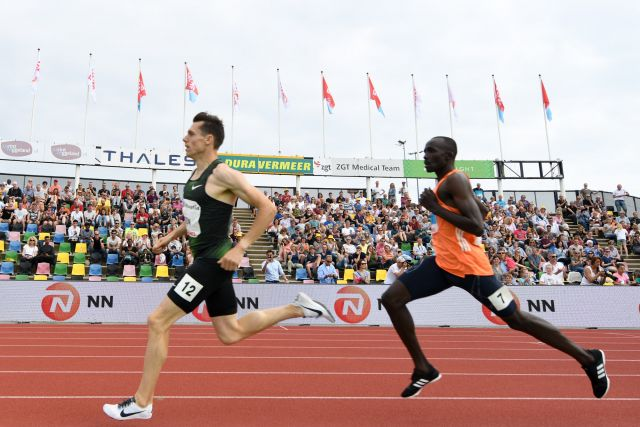
De Keniaan Jonathan Kitilit, op gang getrokken door 'haas' Bram Som, op weg naar de winst op de 800 m in 1.43,77 tijdens de FBK Games in 2018.
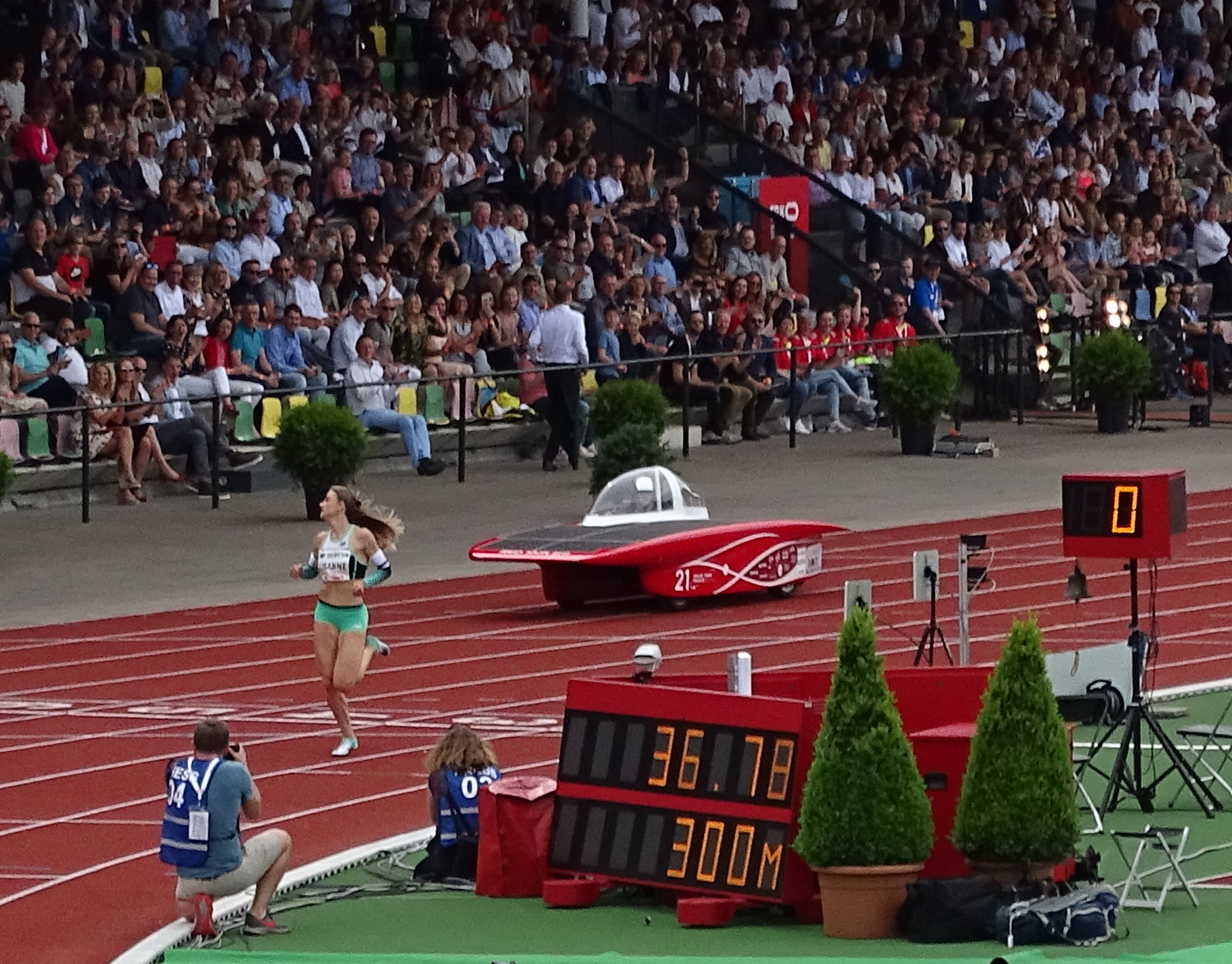
Lisanne de Witte verslaat Red Swift, de zonnewagen van Solar Team Twente, in een snelle 36,78 s op de 300m Solar Challenge tijdens de FBK Games in 2019.
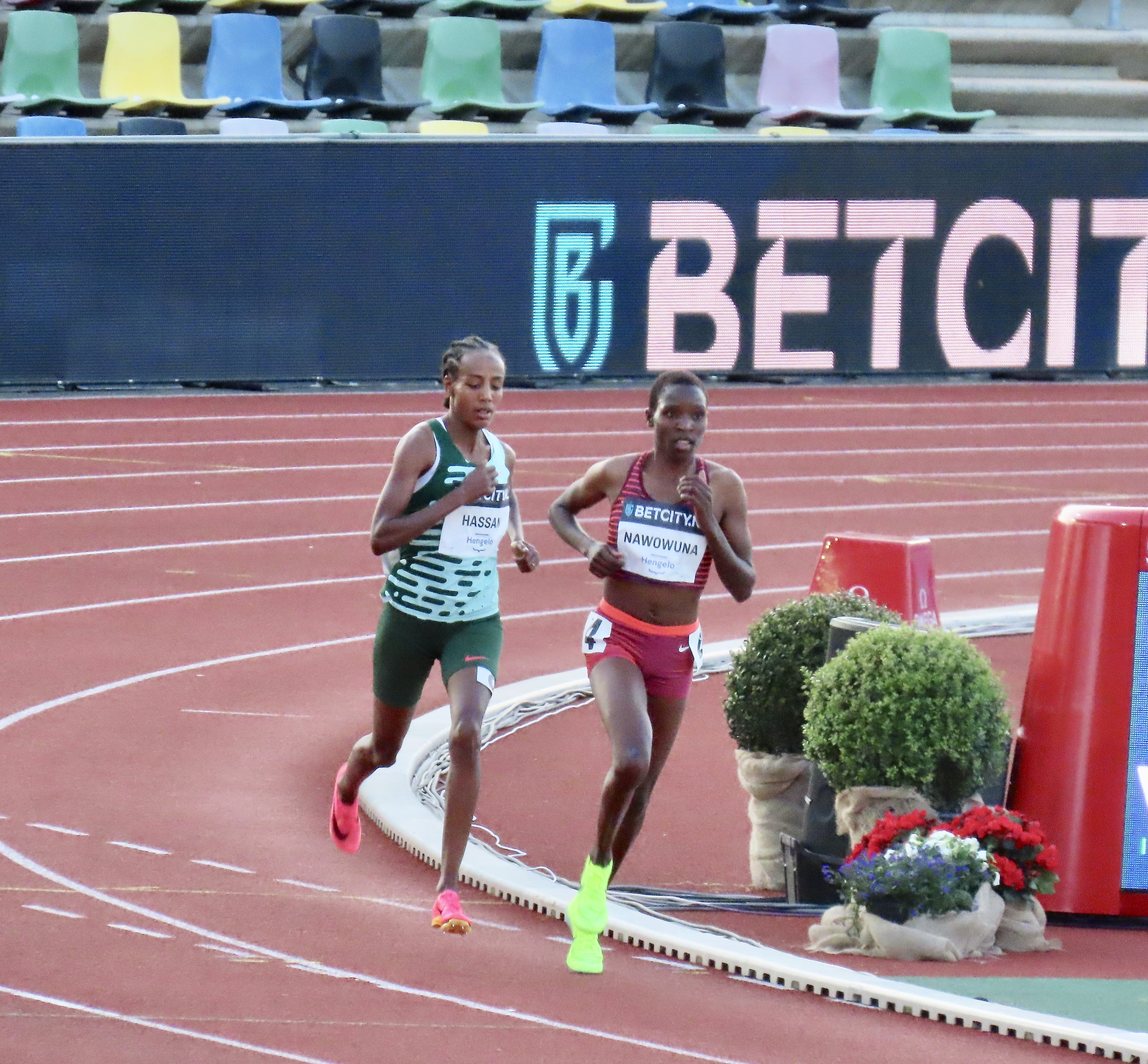
Grace Nawowuna en Sifan Hassan in gevecht op de 10.000 m tijdens de FBK Games van 2023.

Berlijn (ISTAF) · Dakar (Meeting Grand Prix IAAF de Dakar) · Hengelo (Fanny Blankers-Koen Games) · Kingston (Jamaica International Invitational) · Madrid (Meeting de Atletismo Madrid) · Melbourne (Melbourne Track Classic) · Moskou (Moskou Challenge) · Ostrava (Golden Spike Ostrava) · Peking (Beijing World Challenge) · Ponce (Ponce Grand Prix de Atletismo) · Rabat (Meeting International Mohammed VI d'Athlétisme) · Rieti (Rieti Meeting) · Rio de Janeiro (Grande Premio Brasil Caixa de Atletismo) · Tokio (Seiko Golden Grand Prix) · Zagreb (Hanžeković Memorial)